# Bataille de Counaxa
Révolte de Cyrus le Jeune
La bataille de Counaxa s'est déroulée, durant l'expédition des Dix-Mille, le 3 septembre 401 av. J.-C. entre Cyrus le Jeune et son frère aîné Arsace qui s'était emparé en 404 av. J.-C. du trône perse sous le nom d'Artaxerxès II. 

## Déroulement
Cyrus avait rassemblé à Pergame, une armée d'environ 100 000 hommes composée en partie de 12 800 mercenaires grecs et commandée par le général spartiate Cléarque. Après une marche de 1 400 kilomètres, ses troupes rencontrèrent celles d'Artaxerxès — environ 40 000 hommes, ou près de 100 000 selon Xénophon — à Counaxa sur la rive gauche de l'Euphrate, à environ 70 km au nord de Babylone, près de l'actuel Bagdad au centre de l'Irak. La bataille était gagnée grâce aux mercenaires grecs jusqu'au moment où Cyrus fut tué d'un coup de lance à l'œil alors qu'il allait lui-même tuer Artaxerxès, ce qui donna de fait la victoire à ce dernier sur une armée désemparée par la perte de son chef.

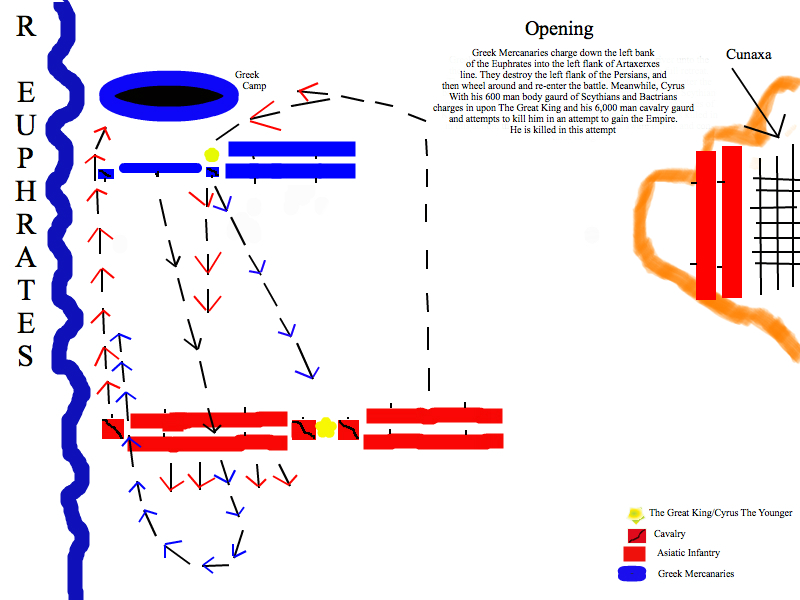
Première phase de la bataille.
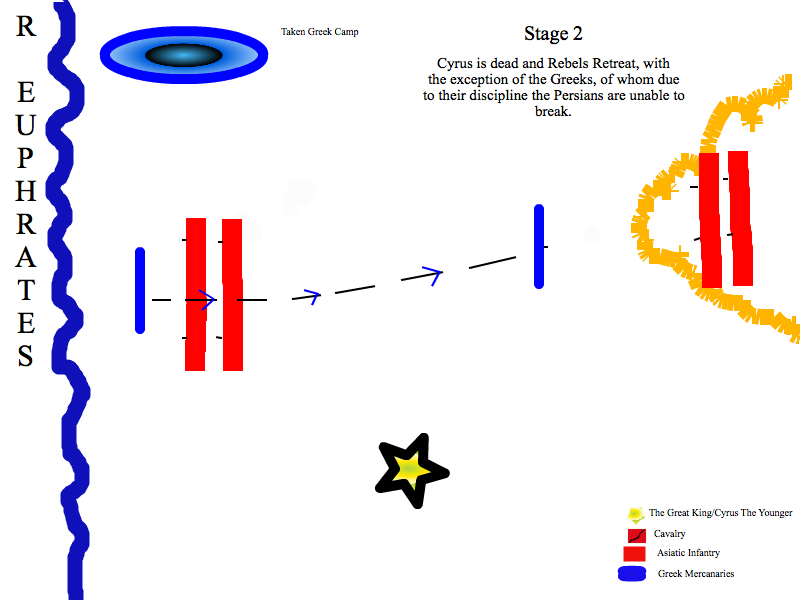
Deuxième phase de la bataille.

Le lendemain de la mort de Cyrus, Cléarque prit le commandement des troupes et  commença à conduire la retraite. Mais lui et les autres généraux grecs furent capturés par traîtrise par le satrape perse Tissapherne, remis au roi Artaxerxès II et décapités. La retraite des Dix-Mille fut alors dirigée par cinq stratèges élus, dont le jeune et relativement inexpérimenté Xénophon. Les Grecs, engagés profondément en territoire perse, durent se frayer un chemin vers le nord à travers les montagnes d'Arménie couverte de neige pour atteindre la mer Noire à environ 1 000 km de là. Cette histoire comme celle de la bataille sont racontées dans l’Anabase écrite par Xénophon.

## Sources
- Xénophon, Anabase [détail des éditions] [lire en ligne]